# FreeGEM
FreeGEM è una versione open source di GEM, rilasciata nel 1999 sotto licenza GPL da Caldera Thin Clients dopo l’acquisto del codice da Novell. Progettato per DOS, FreeGEM funziona su PC compatibili con IBM e può essere utilizzato con FreeDOS.
FreeGEM è la versione open source di GEM, sviluppata dopo che Caldera Thin Clients rilasciò il codice di GEM sotto licenza GNU GPL-2.0-only nell'aprile 1999. Caldera acquisì i diritti sul codice tramite l’acquisto degli asset rimanenti di Digital Research da Novell nel 1996, che a sua volta aveva acquisito Digital Research nel 1991.
Il codice di FreeGEM è compatibile con quasi tutte le versioni di DOS e PC IBM. Il pacchetto OpenGEM SDK include i binari di FreeGEM, il codice sorgente, documentazione e compilatori.